# قائمة محافظات مصر
تنقسم جمهورية مصر العربية إلى 27 محافظة في سبعة أقاليم، كل محافظة لها عاصمة ويتبعها مراكز أو أقسام أو مراكز وأقسام معاً، المراكز الإدارية توجد في المحافظات التي بها ريف، وينقسم المركز الواحد إلى وحدات محلية؛ وعاصمة المركز أكبر بلاده وتكون مدينة، وعاصمة الوحدة المحلية تكون قرية رئيسية أو مدينة (إذا تبع المركز أكثر من مدينة)؛ والقرية الرئيسية يتبعها عدد من القرى، وكل قرية قد يتبعها عزب وكفور ونجوع. وإذا كانت عاصمة المركز مدينة كبيرة فإنها تكون قسماً أو مقسمة لعدة أقسام ويكون لكل قسم رئيس يُسمى برئيس الحي، أما إذا كانت قسماً واحداً فيكون من يُديرها رئيس المدينة وتقسّم لعدة أحياء صغيرة أو شياخات، ويعين رئيس المدينة رؤساء تلك الأحياء الصغيرة أو الشياخات.
أما المحافظات الحضرية غير الريفية فتقسم إلى أقسام، وتكون المحافظة نفسها محافظة مدينة أي تتبع سلطة المُحافظ مباشرة، وكل قسم يرأسه رئيس حي. أما المحافظات الحدودية أو الصحراوية فتقسم إلى أقسام كذلك، وكل قسم عاصمته مدينة من مدن هذه المحافظات، وكل قسم يتبعه عددٌ من القرى الصغيرة. والحكم للقسم الواحد يكون لرئيس المدينة الذي يُعين من قِبل المحافظ مباشرة.
المحافظات إما تكون حضرية بالكامل، أو خليطًا بين مناطق حضرية ومناطق ريفية، والتفريق الرسمي بين الحضر والريف في المحافظات يكون بحسب التقسيمات الإدارية الأدنى، فالمحافظات الحضرية بالكامل لا تحتوي على مراكز، والتي هي تجمعات لمجموعة من القرى تقابل المدينة في المحافظات الحضرية. علاوة على ذلك، قد تكون المحافظة بالكامل هي مدينة واحدة فقط كما في حالة القاهرة، والإسكندرية. والمدن تقسّم إلى أحياء تديرها مجالس محلية منتخبة. ولكل محافظة عاصمة تكون في الغالب أكبر مدنها.

## تاريخه
ظهر التقسيم الإداري المصري بشكل نظامي لأول مرة بعد توحد القطر المصري في نظام مركزي للحكم؛ حيث قسمت إداريًا إلى 42 إقليمًا، وكان على رأس كل إقليم حاكم يديره، لكنه يتبع الفرعون ويطيعه. وعرفت البلاد نظامًا للحكم المحلي مشابه للنظام الحالي في عهد الاحتلال الفرنسي (1798 - 1801) حيث قسم نابليون بونابرت البلاد إلى 16 مديرية، ولما تولى محمد علي باشا حكم مصر منذ عام 1805؛ قسّم البلاد إلى 14 مديرية بجانب محافظات حضرية وقسمت كل مديرية إلى عدة مراكز كما هو معمول الآن.

## قائمة محافظات مصر
| المحافظة  | المحافظة      | المساحة (كم2) | عدد السكان (يوليو 2014) | عدد السكان (يناير 2019) | عدد السكان (يوليو 2024) | العاصمة     | عدد المدن | عدد المراكز | عدد الأحياء |
| --------- | ------------- | ------------- | ----------------------- | ----------------------- | ----------------------- | ----------- | --------- | ----------- | ----------- |
|           | الإسكندرية    | 2,299.97      | 4,716,078               | 5,299,718               | 5,593,569               | الإسكندرية  | 2         | 1           | 7           |
|           | الإسماعيلية   | 5,066.97      | 1,146,033               | 1,352,548               | 1,472,907               | الإسماعيلية | 7         | 6           | 3           |
|           | أسوان         | 62,726        | 1,394,687               | 1,532,400               | 1,681,130               | أسوان       | 10        | 5           | 0           |
|           | أسيوط         | 25,926        | 4,123,441               | 4,587,577               | 5,158,015               | أسيوط       | 11        | 11          | 2           |
|           | الأقصر        | 2,409.68      | 1,119,222               | 1,296,540               | 1,423,279               | الأقصر      | 8         | 5           | 0           |
|           | البحر الأحمر  | 119,099       | 337,051                 | 372,862                 | 409,968                 | الغردقة     | 6         | 0           | 2           |
|           | البحيرة       | 9,826         | 5,647,233               | 6,404,210               | 6,970,866               | دمنهور      | 16        | 15          | 0           |
|           | بني سويف      | 10,954        | 2,771,138               | 3,288,219               | 3,653,029               | بني سويف    | 8         | 7           | 0           |
|           | بورسعيد       | 1,344.96      | 653,770                 | 764,499                 | 795,912                 | بورسعيد     | 2         | 0           | 6           |
|           | جنوب سيناء    | 31,272        | 164,574                 | 105,953                 | 118,659                 | الطور       | 9         | 0           | 0           |
|           | الجيزة        | 85,153        | 7,397,577               | 8,915,164               | 9,634,563               | الجيزة      | 14        | 10          | 8           |
|           | الدقهلية      | 3,538.23      | 5,818,363               | 6,679,368               | 7,117,955               | المنصورة    | 21        | 19          | 2           |
|           | دمياط         | 910.26        | 1,300,815               | 1,539,075               | 1,632,468               | دمياط       | 11        | 4           | 0           |
|           | سوهاج         | 11,022        | 4,469,151               | 5,193,052               | 5,834,314               | سوهاج       | 12        | 11          | 3           |
|           | السويس        | 9,002.21      | 607,775                 | 749,657                 | 800,691                 | السويس      | 1         | 0           | 5           |
|           | الشرقية       | 4,911         | 6,327,562               | 7,401,700               | 8,007,934               | الزقازيق    | 17        | 13          | 2           |
|           | شمال سيناء    | 28,992        | 421,984                 | 463,975                 | 516,264                 | العريش      | 6         | 6           | 0           |
|           | الغربية       | 1,942.34      | 4,648,408               | 5,146,411               | 5,492,912               | طنطا        | 8         | 8           | 4           |
|           | الفيوم        | 6,068         | 3,072,181               | 3,747,942               | 4,147,360               | الفيوم      | 6         | 6           | 4           |
|           | القاهرة       | 3,085.12      | 9,102,232               | 9,788,739               | 10,338,508              | القاهرة     | 1         | 0           | 37          |
|           | القليوبية     | 1,124.28      | 4,989,302               | 5,792,066               | 6,206,308               | بنها        | 11        | 7           | 2           |
|           | قنا           | 10,798        | 2,959,175               | 3,302,894               | 3,704,483               | قنا         | 10        | 9           | 0           |
|           | كفر الشيخ     | 3,466.69      | 3,093,754               | 3,478,267               | 3,761,518               | كفر الشيخ   | 13        | 10          | 2           |
|           | مطروح         | 166,564       | 427,573                 | 461,847                 | 566,280                 | مرسى مطروح  | 8         | 8           | 0           |
|           | المنوفية      | 2,499         | 3,849,850               | 4,441,717               | 4,793,640               | شبين الكوم  | 10        | 9           | 2           |
|           | المنيا        | 32,279        | 5,565,995               | 5,745,212               | 6,452,807               | المنيا      | 10        | 9           | 0           |
|           | الوادي الجديد | 440,098       | 219,615                 | 249,399                 | 270,835                 | الخارجة     | 5         | 5           | 0           |
| 27 محافظة | 27 محافظة     | 1,010,408 كم2 | 85,782,965 نسمة         | 98,101,011 نسمة         | 106,556,174 نسمة        | ـــ         | 249 مدينة | 184 مركز    | 91 حي       |

## المحافظات حسب الأقليم

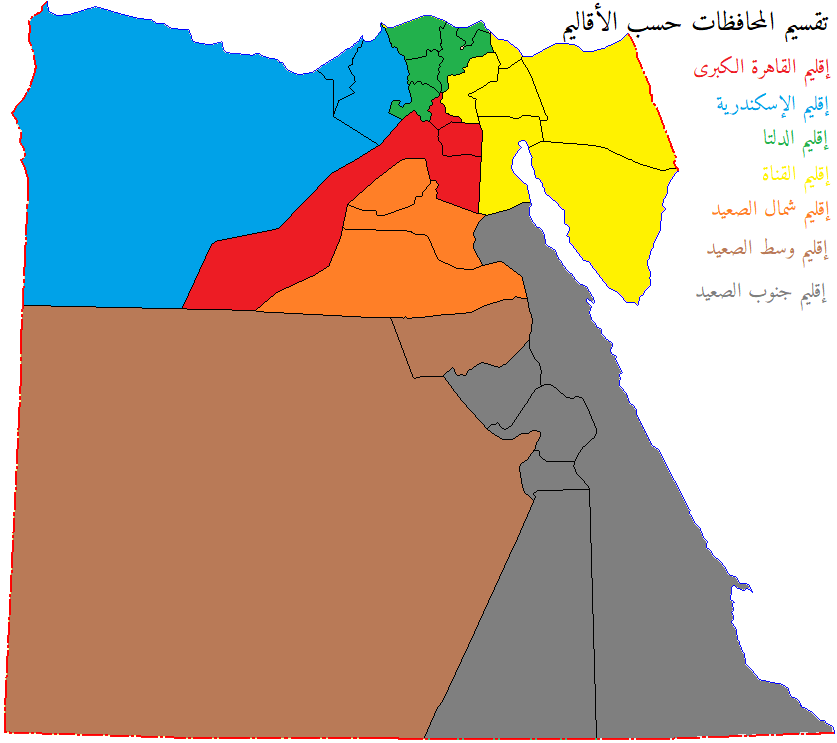
كل إقليم ملون في الخريطة بلون اسمه في مفتاح الخريطة

| اسم الأقليم          | المحافظات التابعة له                                               |
| -------------------- | ------------------------------------------------------------------ |
| إقليم القاهرة الكبرى | القاهرة - الجيزة - القليوبية                                       |
| إقليم الإسكندرية     | الإسكندرية - البحيرة - مطروح                                       |
| إقليم الدلتا         | الدقهلية - كفر الشيخ - الغربية - المنوفية - دمياط                  |
| إقليم القناة         | بورسعيد - الإسماعيلية - السويس - الشرقية - شمال سيناء - جنوب سيناء |
| إقليم شمال الصعيد    | بني سويف - المنيا - الفيوم                                         |
| إقليم وسط الصعيد     | أسيوط - الوادي الجديد                                              |
| إقليم جنوب الصعيد    | سوهاج - قنا - الأقصر - أسوان - البحر الأحمر                        |

## من المحافظات السابقة
| المحافظة                | العاصمة        | تاريخ إنشائها | تاريخ إلغائها | ملاحظات |
| ----------------------- | -------------- | ------------- | ------------- | --- |
| مصلحة الحدود            | لا يوجد        | 1917          | 1960          | كانت تشتمل على مناطق شبه جزيرة سيناء، والصحراء الشرقية، وساحل البحر الأحمر، والصحراء الليبية، والواحات.                                         |
| محافظة القنال           | بورسعيد        | 1859          | 1961          | كانت تشتمل على منطقة القناة ( الإسماعيلية - بورسعيد)                                                                                            |
| محافظة رشيد             | رشيد           | 1798          | 1896          | كانت تشمل على مناطق في شمال مصر وعاصمتها كانت مدينة رشيد وضمت بعد ذلك إلى مديرية البحيرة، وتم ضم مدن دسوق وفوّه إلى مديرية الغربية.              |
| محافظة الصحراء الغربية  | مرسى مطروح     | 1917          | 1960          | كانت عاصمتها مرسى مطروح وتضم كلاً من : محافظة مطروح ومحافظة الإسكندرية (مركز مريوط) ومحافظة الجيزة (مركز الواحات البحرية) ومحافظة الوادي الجديد. |
| محافظة الصحراء الجنوبية | الخارجة        | 1917          | 1961          | كانت تقع في جنوب غرب مصر، وعاصمتها كانت مدينة الخارجة.                                                                                          |
| محافظة سيناء            | العريش         | 1917          | 1979          | كانت تضم منطقة شبة جزيرة سيناء ومناطق من البحر الأحمر، وعاصمتها كانت مدينة العريش.                                                              |
| محافظة السادس من أكتوبر | مدينة 6 أكتوبر | 2008          | 2011          | كانت تضم : مركز أوسيم وامبابة ومناطق الجيزة الجنوبية من الحوامدية شمالا حتى مركز العياط جنوبا.                                                  |
| محافظة حلوان            | مدينة حلوان    | 2008          | 2011          | كانت تشتمل على مدينة حلوان والمناطق المحيطة بها، وحي المعادي ومدينة 15 مايو ومدينة الصف ومركز أطفيح وحي النهضة والهايكستب.                      |